# 高伟 (1963年)
高伟（1963年8月—），四川成都人，中国人民解放军中将。

## 生平
1980年9月，考进四川师范学院中文系（现四川师范大学文学院）。毕业后参军，历任军校教员、分部政治部干事、副教导员，军区机关干事、副处长、处长，中国人民解放军总政治部某部副局长；中国人民解放军作战部队某步兵师政治部主任、副政委，中国人民解放军某炮兵旅政委、某步兵师政委，中国人民解放军陆军第十四集团军副政委等职务。2015年9月3日纪念中国人民抗日战争暨世界反法西斯战争胜利70周年大会中，他是“百团大战白刃格斗英雄连”英模部队方队两位将军领队之一。
2016年7月，任陆军第五十四集团军政治委员。2017年3月，任北部战区陆军政治工作部主任。2018年10月，升任武警部队政治工作部主任。2021年6月，高伟与汪利平中将对调，出任陆军副政委。
2014年7月，晋升为中国人民解放军少将。2019年12月，晋升为中国人民武装警察部队中将。